# Wladimir Wassiljewitsch Tscheboksarow
Wladimir Wassiljewitsch Tscheboksarow (russisch Владимир Васильевич Чебоксаров, wiss. Transliteration Vladimir Vasil'evič Čeboksarov; * 30. Dezember 1951 in Tjumen) ist ein ehemaliger sowjetischer Ringer.

## Werdegang
Wladimir Tscheboksarow begann als Jugendlicher im sibirischen Tjumen mit dem Ringen. Er war Angehöriger von Dynamo Tjumen und rang ausschließlich im griechisch-römischen Stil. Wladimir war bei einer Größe von 1,72 m und einem Gewicht von ca. 85 kg ein untersetzter, kraftvoller Ringer. Sein Trainer J. Petin führte in zielstrebig an die sowjetische und damit an die Weltspitze heran. Ab 1975 gehörte er zur sowjetischen Nationalmannschaft im griechisch-römischen Stil und kam in diesem Jahr auch erstmals bei einer internationalen Meisterschaft zum Einsatz. Er startete bei der Europameisterschaft in Ludwigshafen am Rhein und wurde mit sieben Siegen in überzeugendem Stil Europameister im Mittelgewicht. Bei den Europameisterschaften 1976 im eigenen Land verlor er dagegen gegen den Olympiasieger von 1972 Csaba Hegedűs aus Ungarn und wurde Vizemeister.
In der sowjetischen Qualifikation für die Olympischen Spiele 1976 in Montreal setzte er sich im Mittelgewicht gegen den Weltmeister von 1974 und 1975 und Silbermedaillengewinner von 1972 Anatoli Nasarenko durch. In Montréal lieferte er ein gutes Turnier ab, gewann fünf Kämpfe, verlor aber überraschend gegen den jugoslawischen Außenseiter Momir Petković und musste sich mit der Silbermedaille begnügen.
Seinen ersten und einzigen Weltmeisterschaftstitel gewann Wladimir im Jahre 1977 in Göteborg. Im entscheidenden Kampf besiegte er den Rumänen Ion Draica durch Disqualifikation. Bei der Europameisterschaft 1978 in Oslo hatte Wladimir Pech. Er gewann in der 1. Runde über den Tschechoslowaken Miroslav Janota, musste aber in seinem 2. Kampf gegen den Bulgaren Pawel Christow wegen Verletzung aufgeben und schied aus. Bei der Weltmeisterschaft des gleichen Jahres in Mexiko-Stadt war er wieder im Einsatz, konnte aber seinen Vorjahreserfolg nicht wiederholen. Er unterlag diesmal sowohl gegen Ion Draica als auch gegen Momir Petković und wurde WM-Dritter.
Dass dies schon sein letzter Einsatz bei einer internationalen Meisterschaft war, war wohl auch für Waleri Tscheboksarow überraschen. Aber die Konkurrenz in der damaligen Sowjetunion war ungemein groß. Ab 1979 lösten ihn Taimuraz Abchasawa und Gennadi Korban auf der internationalen Ringermatte ab.
Die Ergebnisse der internationalen Meisterschaften und einiger anderer Turniere, an denen Wladimir Tscheboksarow teilnahm, sind aus dem folgenden Abschnitt zu ersehen.

## Internationale Erfolge
| Jahr | Platz  | Wettbewerb                  | Gewichtsklasse | |
| 1975 | 1.     | Klippan-Turnier in Schweden | Mittel         | vor Frank Andersson, Schweden, Kurt Elmgren, Schweden, Roland Andersson, Schweden, und Kurt Spaniol, BR Deutschland                                                                                      |
| 1975 | 1.     | EM in Ludwigshafen am Rhein | Mittel         | mit Siegen über Dietmar Jeglic, Österreich, Constant Bens, Belgien, André Bouchoule, Frankreich, Jean-Marie Chardonnes, Schweiz, Frank Andersson, Schweden, Ion Enache, Rumänien, und Ömer Suzan, Türkei |
| 1976 | 2.     | EM in Leningrad             | Mittel         | mit Siegen über Apostolos Messiakagaris, Griechenland, Enache, Miroslav Janota, Tschechoslowakei, Iwan Kolew, Bulgarien, Keijo Manni, Finnland, und einer Niederlage gegen Csaba Hegedűs, Ungarn         |
| 1976 | Silber | OS in Montréal              | Mittel         | mit Siegen über Kazuhiro Takanishi, Japan, Manni, Miroslav Janota, Kolew und Leif Andersson, Schweden, und einer Niederlage gegen Momir Petković, Jugoslawien                                            |
| 1977 | 1.     | Klippan-Turnier             | Mittel         | vor Leif Andersson, Jan Dolgowicz, Polen, und Kurt Spaniol |
| 1977 | 1.     | WM in Göteborg              | Mittel         | mit Siegen über Maruharu Hanawa, Japan, Keijo Manni, Franz Pitschmann, Österreich, Dan Chandler, USA, Miklós Hegedűs, Ungarn, Jan Dolgowicz, Momir Petković und Ion Draica, Rumänien                     |
| 1978 | 11.    | EM in Oslo                  | Mittel         | mit Sieg über Miroslav Janota, und Niederlage (Verletzung) gegen Pawel Christow, Bulgarien |
| 1978 | 3.     | WM in Mexiko-Stadt          | Mittel         | mit Siegen über Kurt Spaniol, Franz Pitschmann und Jan Dolgowicz und Niederlagen gegen Ion Draica und Momir Petković                                                                                     |

Anm.: alle Wettbewerbe im griechisch-römischen Stil, OS = Olympische Spiele, WM = Weltmeisterschaft, EM = Europameisterschaft, Mittelgewicht, damals bis 82 kg Körpergewicht